# Tin Bider
Tin Bider je kráter po dopadu meteoritu v Alžírsku.
Má 6 km v průměru a hluboký je 500 m. Jeho věk se odhaduje na 70 milionů let (pochází tedy z období křídy nebo mladších). Kráter není přikrytý nánosem zeminy a je dobře viditelný.
Pod kráterem je sopka, ale žádná sopečná činnost není známa. Riziko obnovení vulkanické činnosti ale komplikuje přímý vědecký výzkum kráteru.[zdroj?]